# Relations entre l'Azerbaïdjan et la Suisse

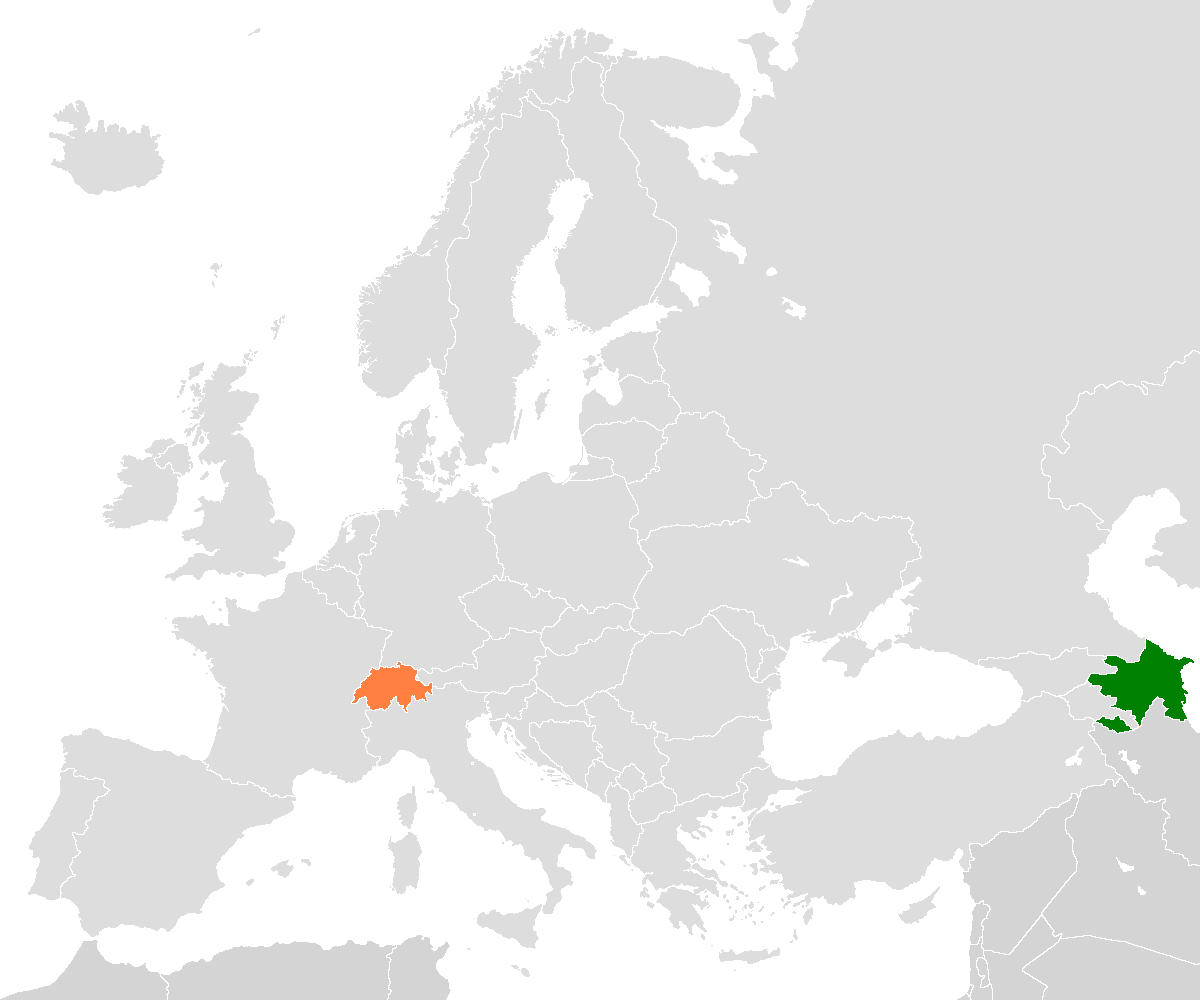

Les relations entre l'Azerbaïdjan et la Suisse sont les relations extérieures entre l'Azerbaïdjan et la Suisse. L'Azerbaïdjan a une ambassade à Berne, tout comme la Suisse à Bakou. Les deux pays sont membres à part entière du Conseil de l'Europe et de l'Organisation pour la sécurité et la coopération en Europe (OSCE).

## Coopération économique
En novembre 1998, les représentants des deux pays se sont rencontrés et sont convenus d'améliorer et d'étendre leurs relations économiques et le gouvernement suisse a accepté d'accorder un crédit de 50 millions de dollars à l'Azerbaïdjan.
La Suisse considère que l'Azerbaïdjan est un pays important pour la coopération au développement économique, selon le secrétariat d'État suisse à l'Économie. Le président azéri a souligné l'importance des relations entre les deux pays. Un accord intergouvernemental de coopération commerciale et économique a été signé à Bakou en octobre 2000.
Le ministre suisse des Affaires étrangères a rendu visite au président azéri en février 2006, où ils ont souligné l’importance de leurs relations. Au cours de cette visite, l'accent a été mis principalement sur la coopération économique. Le ministre a toutefois soulevé la question du conflit entre l'Azerbaïdjan et l'Arménie. Cette visite a été suivie par la visite du ministre suisse de l'Énergie en octobre 2007, à la suite de laquelle un accord sur l'énergie a été signé. 
L'accent a été mis sur les relations et les développements développés lors d'une visite du ministre suisse des Affaires étrangères à Bakou en mai 2009, où son homologue azéri a déclaré que son pays accordait une "grande importance au renforcement de la coopération avec la Suisse" et a exprimé son espoir de renforcer les relations bilatérales existantes.  

## Union européenne
La Suisse a joué un rôle dans le développement des relations entre l'Azerbaïdjan et l'Union européenne. Ses responsables ont préconisé le resserrement des liens entre l'UE et l'Azerbaïdjan afin de garantir la sécurité énergétique de l'Europe. La Suisse a également fourni un « terrain neutre » aux représentants azéris pour rencontrer des représentants d'organisations et de gouvernements occidentaux.